# Ministerio de Defensa (Reino Unido)
El Ministerio de Defensa (Ministry of Defence, acrónimo MOD o MoD) es el departamento del gobierno británico responsable de la ejecución de la política de defensa establecida por el Gobierno de Reino Unido, y es sede de las Fuerzas Armadas de Reino Unido. Su ministro actual es John Healey.

## Historia
El Ministerio de la Defensa afirma que sus principales objetivos son defender Reino Unido de Gran Bretaña e Irlanda del Norte y sus intereses y garantizar la paz y la estabilidad internacional. Con el colapso de la Unión Soviética y el fin de la Guerra Fría, el Ministerio de la Defensa no prevé cualquier amenaza militar convencional de corto plazo; al contrario, ella identificó armas de destrucción masiva, el terrorismo internacional, y Estados quebrados como las amenazas imperiosa de interés de Gran Bretaña. El Ministerio de la Defensa también gestiona el día a día de las fuerzas armadas, planes de contingencia y de adquisiciones de defensa.